# Krimpje

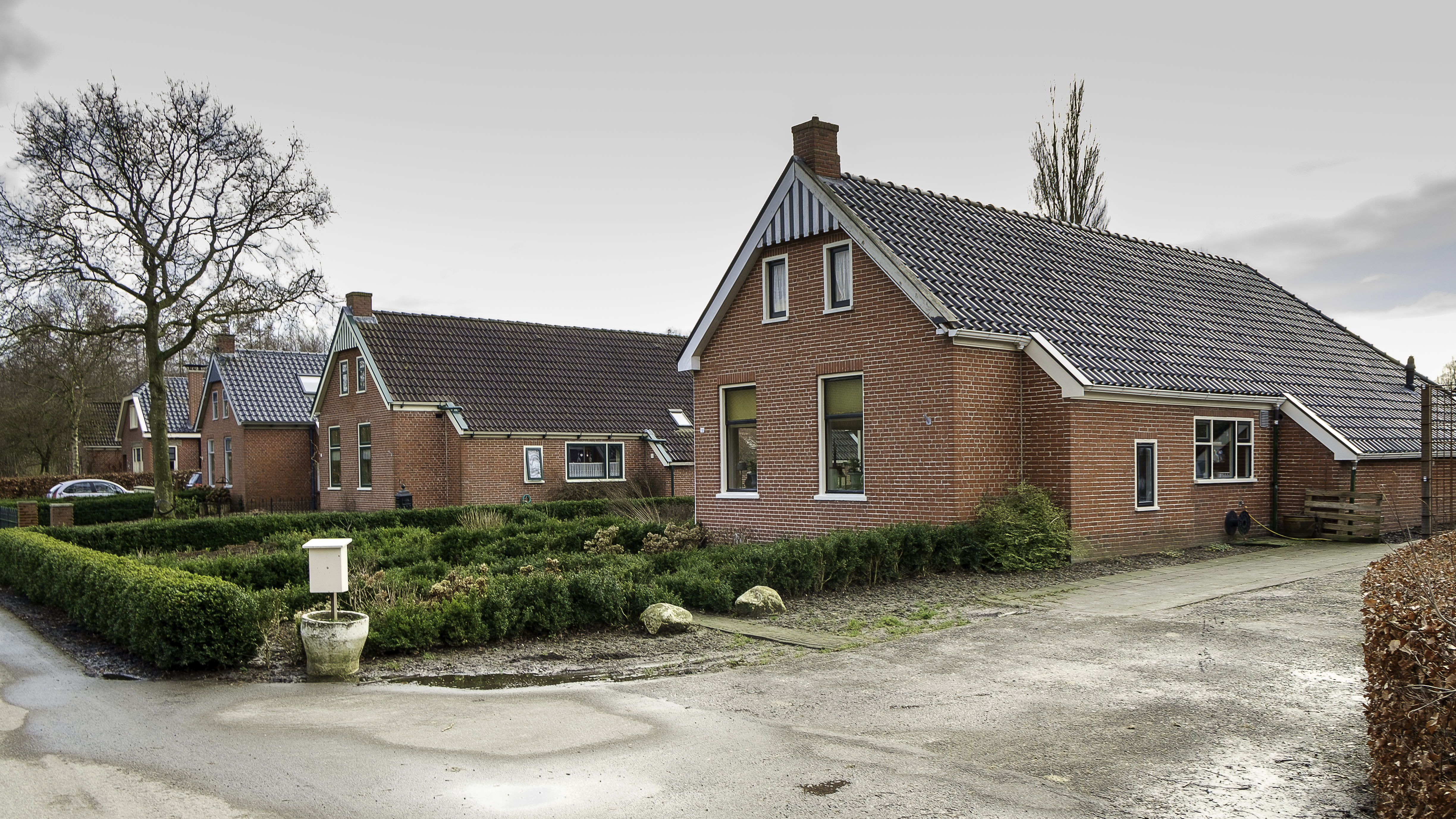
Krimpjes in het Groningse dorp Zeerijp

Krimpje is een recente benaming voor een specifiek type koopwoning (soms ook huurwoning), dat in Noord-Nederland werd gebouwd voor landarbeiders. Dit gebeurde meestal in het kader van de Landarbeiderswet van 1918. Men spreekt in Groningen ook wel over "arbeiderswoningen". 
Woningen van het krimpjestype kenmerken zich door inspringende, hoge voorgevel onder zadeldak, die plaats biedt aan een woonkamer met hoge ramen. De rest van het gebouw is breder met een doorlopend dak en lagere zijmuren, soms met nog een tweede verbreding ter hoogte van het schuurgedeelte. 
Model hiervoor stonden de boerderijen van het Oldambtster type, die zich eveneens kenmerken door krimpen, dat zijn inspringende gevels die het mogelijk maakten het voorhuis van hogere woonruimtes, kelders en zolders te voorzien.
De woningen die gefinancierd werden via de landarbeiderswet hadden over het algemeen een grote moestuin met aardappelland (een 'plaatsje'), waardoor de bewoners beter in hun eigen voedselvoorziening konden voorzien of zelfs groente voor de markt konden verbouwen. In Noord-Groningen werden ze vaak voor tuinders gebouwd.
Krimpjes werden  veel gebouwd in de provincies Groningen en Friesland (waar ze vaak (boeren)spultsjes werden genoemd). Mogelijk vanwege de gelijkenis werden ze soms ook wel keuterijtjes genoemd. Veel van deze woningen verrezen in de jaren 1920 en 1930. In latere decennia werden dergelijke huizen vanwege de beperkte ruimte vaak vergroot, zodat ze niet altijd meer als 'krimpje' herkenbaar zijn. Enkele krimpjes zijn aangewezen als rijksmonument.

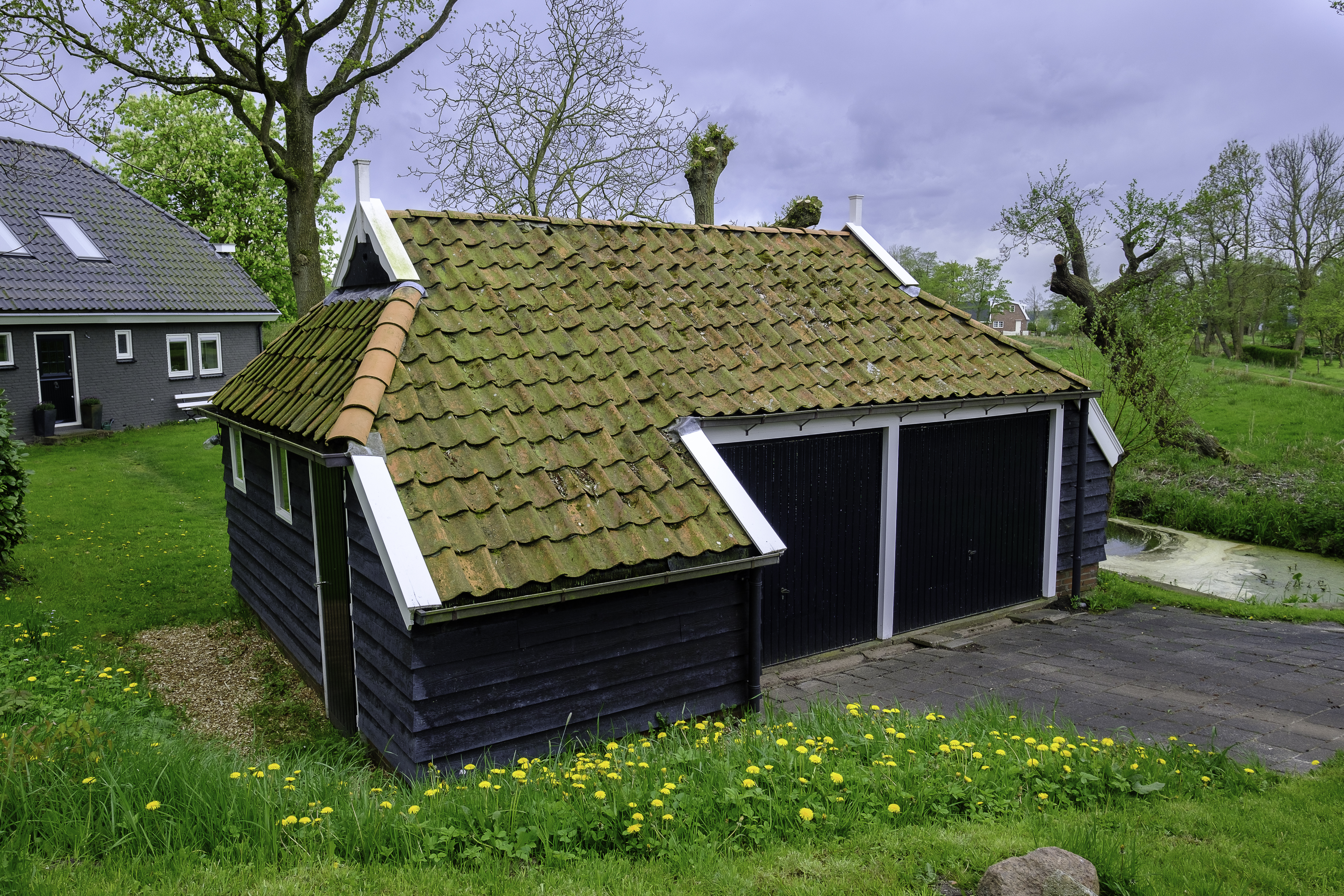
Krimpje in gebruik als garage aan de Hoornsedijk